# The Kelly Clarkson Show
The Kelly Clarkson Show (El show de Kelly Clarkson) es un programa de entrevistas y espectáculo de variedades de televisión estadounidense, presentado por la cantante y actriz Kelly Clarkson. Producido y distribuido por NBCUniversal Syndication Studios, se estrenó el 9 de septiembre de 2019, distribuido a través de la Redifusión. El programa ganó tres Premios Daytime Emmy en su 47.ª edición, incluyendo el de Presentador de Entrevistas más Destacado para Clarkson.

## Concepto
Para su lanzamiento, el programa fue definido mediante un comunicado de prensa como "un nuevo programa de entrevistas diurno, donde Kelly Clarkson usa su don de conexión para brindarles a los espectadores algo nuevo: un programa divertido y enérgico que rompe con la tradición. En cada episodio, el público experimenta una hora llena de historias extraordinarias, invitados famosos, sorpresas espontáneas, humor, corazón y, por supuesto, buena música. Es como una fiesta de brunch entre semana con una lista de invitados fascinante que, de otro modo, nunca se podrían conocer".

## Producción
Paul Telegdy, quien era el presidente de Programación Alternativa de NBCUniversal, originalmente había reclutado a Kelly Clarkson para que sirviera como mentora y luego como entrenadora en la serie de competencia musical de NBC The Voice. Como parte de una reestructuración corporativa, Telegdy también se convirtió en el jefe de la división de Redifusión de NBCUniversal a fines de 2016.
A pesar de estar reacia al principio, Clarkson aceptó la oferta de la serie en un esfuerzo por "conectarse con la gente, jugar, escuchar música y encontrar formas de ayudar o retribuir a las comunidades y organizaciones". También buscó el consejo de varios presentadores de televisión, incluidos Seth Meyers, Jimmy Fallon, Ellen DeGeneres y Blake Shelton. El 6 de agosto de 2018, Broadcasting & Cable informó que Clarkson había filmado un episodio piloto para el programa de entrevistas que luego se ofreció para su distribución, transmisión en otra plataforma o ambas alternativas. Se informó que celebridades como Josh Groban, Terry Crews y Chloë Grace Moretz participaron como sus invitados en el piloto. También la acompañó su banda de giras musicales en el programa, que incluía un estudio parecido a un granero como reflejo de sus raíces country. Clarkson también reveló que el programa de entrevistas se abriría con covers de varias canciones solicitadas por la audiencia.
El 19 de septiembre de 2018, la NBC Owned Television Stations anunció que habían retomado el programa; reemplazando al talk show de Steve Harvey en la mayoría de las estaciones operadas por parte de NBC, además de estaciones de E. W. Scripps Company, que la usarían como reemplazo del programa Pickler y Ben. Alex Duda, anteriormente showrunner de The Tyra Banks Show y del programa de entrevistas de Steve Harvey desde 2012 al 2017, recibió el encargo de ser el productor ejecutivo del programa. En noviembre de 2019, la serie se renovó para una segunda temporada, que se estrenó el 21 de septiembre de 2020.
A mitad de la primera temporada, la producción del programa se suspendió el 13 de marzo de 2020, luego de que la Organización Mundial de la Salud anunciara el comienzo de la Pandemia de COVID-19 en los Estados Unidos. El programa reanudó la producción en abril del mismo año y se grabaron múltiples episodios desde la casa de Clarkson en Montana, y luego en su casa en el sur de California. El programa continuó en producción durante su primera temporada hasta agosto, cuando tradicionalmente, la mayoría de los programas de entrevistas sindicados no están activos. Clarkson regresó a los programas filmados en estudio en septiembre de 2020, con una audiencia virtual.
El 15 de diciembre de 2020, el programa fue renovado por una tercera y cuarta temporada hasta 2023.

## Temporadas
| Temporada | Temporada | Episodios | Emisión original         | Emisión original        |
| Temporada | Temporada | Episodios | Primera emisión          | Última emisión          |
| --------- | --------- | --------- | ------------------------ | ----------------------- |
|           | 1         | 180       | 9 de septiembre de 2019  | 3 de septiembre de 2020 |
|           | 2         | 180       | 21 de septiembre de 2020 | 8 de julio de 2021      |
|           | 3         | 180       | 13 de septiembre de 2021 | 29 de junio de 2022     |
|           | 4         | TBA       | 12 de septiembre de 2022 | 2023                    |

## Transmisión
Para su primera temporada, The Kelly Clarkson Show fue comisionado para su transmisión en prácticamente todos los mercados de televisión en los Estados Unidos, con las estaciones de televisión propiedad de NBC como su base principal de afiliados, junto con el sistema de televisión Citytv en Canadá. En la mayoría de las estaciones de NBC, se posiciona como un programa de entrada a The Ellen DeGeneres Show o como un programa central que conduce a los noticieros locales de la tarde. La serie también se transmite el mismo día en Bravo como parte de su programación nocturna, mientras que las estaciones de NBC y afiliadas transmiten The Kelly Clarkson Show con la opción de una repetición nocturna en lugar del programa Today with Hoda & Jenna. En el extranjero, las redes hermanas de Bravo en Noruega y Nueva Zelanda también emiten el programa.

## Kellyoke
Kellyoke es un álbum EP de versiones de Kelly Clarkson. El título es un acrónimo de su primer nombre y la palabra “karaoke”, inspirado en el segmento de Kellyoke de su programa de entrevistas diurno. Durante esa parte del programa, Kelly y su banda interpretan varias versiones de canciones (abreviadas para televisión) que solicitan los fanáticos o son originalmente de artistas que la inspiraron personalmente; así llama al segmento Kellyoke. Ha interpretado canciones de artistas como Mariah Carey, The Staple Singers, The Chicks y Nat King Cole, entre muchos otros.
El EP fue lanzado el 9 de junio de 2022 a través de su independiente sello discográfico Kelly Clarkson Music.

### Lista de canciones
| N.º | Título               | Intérprete original(es) | Duración |  |
| 1.  | «Blue Bayou»         | Roy Orbison             | 3:52     |  |
| 2.  | «Call Out My Name»   | The Weeknd              | 3:45     |  |
| 3.  | «Happier Than Ever»  | Billie Eilish           | 4:14     |  |
| 4.  | «Queen of the Night» | Whitney Houston         | 3:10     |  |
| 5.  | «Trampoline»         | Shaed                   | 2:45     |  |
| 6.  | «Fake Plastic Trees» | Radiohead               | 4:28     |  |

## Recepción
En su semana piloto, The Kelly Clarkson Show se estrenó con más de 2.6 millones de espectadores y una calificación familiar de 1.6 según Nielsen Media Research, siendo la mejor calificación de estreno para un nuevo programa sindicado de primera ejecución desde el talk show Katie en 2012.

## Premios y nominaciones
| Año  | Premio                                       | Categoría                                                               | Receptor                                                            | Resultado | Ref.   |
| ---- | -------------------------------------------- | ----------------------------------------------------------------------- | ------------------------------------------------------------------- | --------- | ------ |
| 2020 | Critics' Choice Television Award             | Best Talk Show                                                          | The Kelly Clarkson Show                                             | Nominado  | [ 22 ] |
| 2020 | Daytime Emmy Awards                          | Outstanding Entertainment Talk Show                                     | The Kelly Clarkson Show                                             | Nominado  | [ 23 ] |
| 2020 | Daytime Emmy Awards                          | Outstanding Entertainment Talk Show Host                                | Kelly Clarkson                                                      | Ganador   | [ 23 ] |
| 2020 | Daytime Emmy Awards                          | Outstanding Directing in a Talk, Entertainment, News or Morning Program | Joseph C. Terry                                                     | Nominado  | [ 23 ] |
| 2020 | Daytime Emmy Awards                          | Outstanding Lighting Direction                                          | Darren Langer                                                       | Ganador   | [ 23 ] |
| 2020 | Daytime Emmy Awards                          | Art Direction/Set Decoration/Scenic Design                              | Kevin Grace, Emily Auble, James Connelly, David Eckert              | Ganador   | [ 23 ] |
| 2020 | Daytime Emmy Awards                          | Outstanding Technical Team                                              | The Kelly Clarkson Show                                             | Nominado  | [ 23 ] |
| 2020 | Daytime Emmy Awards                          | Outstanding Live and Direct to Tape Sound Mixing                        | The Kelly Clarkson Show                                             | Nominado  | [ 23 ] |
| 2020 | Peoples Choice Awards                        | The Daytime Talk Show of 2020                                           | The Kelly Clarkson Show                                             | Nominado  | [ 24 ] |
| 2021 | Critics' Choice Television Award             | Best Talk Show                                                          | The Kelly Clarkson Show                                             | Nominado  | [ 25 ] |
| 2021 | Iris Awards                                  | Award for Excellence in Performance                                     | Kelly Clarkson                                                      | Ganador   | [ 26 ] |
| 2021 | Make-Up Artists & Hair Stylists Guild Awards | Best Hair Styling, Daytime Television                                   | Roberto Ramos, Tara Copeland                                        | Ganador   | [ 27 ] |
| 2021 | Make-Up Artists & Hair Stylists Guild Awards | Best Make-Up, Daytime Television                                        | Jason McGlothin, Gloria Elias-Foeillet, Chanty LaGrana, Josh Foster | Ganador   | [ 27 ] |